# Поповка (Краснодонский район)
Попо́вка (укр. Попівка) — село в Краснодонском районе Луганской области Украины. Под контролем самопровозглашённой Луганской Народной Республики. Входит в Великосуходольский сельский совет.

## География
Село расположено на правом берегу реки под названием Северский Донец. По руслу Северского Донца в окрестностях села, а также к востоку и югу от него, проходит граница между Украиной и Россией. Соседние населённые пункты: посёлок Северный на юге, село Беленькое на юго-западе, посёлок Северо-Гундоровский и сёла Малый Суходол на западе, Подгорное и Большой Суходол (выше по течению Северского Донца) на севере.

## Население
Население — 530 человек (2001).

## География
Расположено на правом берегу Северского Донца (бассейн Дона).